# Pierre Ström
Pierre Erik Ström, ursprungligen Per Erik Ström, född 14 april 1943 i S:t Johannes församling i Stockholm, är en svensk kompositör och trubadur.
Ström är yrkesverksam som vissångare och artist sedan 1965. 
Pierre Ström tillhörde den så kallade svenska visvågen på 1960- och 1970-talen. Han är (2023) ordförande för Yrkestrubadurernas förening, YTF, som han även var med och startade 1971. Pierre Ström framträder ofta som tolkare av Carl Michael Bellmans visor och har varit Skansens Bellman i 40 år i rad. År 2014 mottog han Nils Ferlin-Sällskapets Trubadurpris. 2023 tilldelades han Svenska Vispriset av Riksförbundet Visan i Sverige.